# Hambruna de 1921-1922 en Tartaristán
El hambruna de 1921-1922 en Tartaristán fue un periodo de inanición de masa y sequía que tuvo lugar en la República autónoma socialista soviética Tártara, a raíz de la política de comunismo de guerra, que acabó con la vida de entre 500 000 y dos millones de campesinos. El acontecimiento fue parte de la gran hambruna rusa de 1921-1922 que afectó a otras partes de la URSS, en la que falleció un estimado total de cinco millones de personas. Según Roman Serbyn, profesor de Historia de Rusia y Europa Oriental, la hambruna de Tartaristán fue la primera hambruna provocada de forma intencional por la Unión Soviética, cuyo fin era atacar de forma sistemática a las minorías étnicas de los tártaros del Volga y a los alemanes del Volga.

## Contexto
El liderazgo soviético desde hacía tiempo que buscaba la forma de eliminar el nacionalismo tártaro de la URSS. Los tártaros eran acusados frecuentemente de ser ''nacionalistas burgueses'' y otras acusaciones revisionistas. Los principales líderes tártaros fueron ejecutados, encarcelados, y muchos tuvieron que huir de la URSS hacia Turquía en busca de refugio. La colectivización en la agricultura tártara comenzó en 1921. Según el historiador James Minahan, los tártaros de Crimea en particular "sufrieron perdidas de población proporcionalmente mayores a la de cualquier otro grupo nacional soviético durante las primeras décadas del régimen soviético". Los métodos agrícolas de la RSSA de Tartaristán eran retrógradas, al igual que gran parte de las comunidades no rusas de la Unión Soviética. Además, existieron muy pocos proletarios tártaros indígenas, debido al dominio del Imperio ruso.

## Hambruna
A comienzos de la primavera de 1921, el Cheka informó sobra grandes protestas y disturbios entre los campesinos. Para el 23 de marzo, los informes comenzaron a describir el desarrollo en algunos cantones de una ''hambruna'', y registraron que muchos campesinos murieron de inanición o suicidándose. En respuesta a la falta de alimentos, muchos campesinos impidieron que los camiones de granos salieran de Tartaristán y algunos se negaron a sembrar los campos. La hambruna también vio un gran aumento en el envío de niños hacia los orfanatos, en la que padres pobres dejaban a sus hijos en instituciones estatales, o simplemente los dejaban a su suerte en las calles.. Los orfanatos no pudieron mantener el ritmo de la demanda, y el gobierno de la RSSA de Tartaristán dedicó recursos para inaugurar la mayor cantidad de instituciones posibles. Por ejemplo, el cantón de Sviyazhsk tuvo dos orfanatos, el cual poseía 64 niños en julio de 1920. Para enero de 1922, este cantón ya poseía doce orfanatos que poseían un total de 704 niños.
Para marzo de 1922, algunos pueblos habían perdido la mitad de su población. La hambruna también llevó a una fuerte disminución en la cantidad de ganado y del equipo agrícola, ya que los campesinos vendían sus propiedades o sacrificaban los animales de trabajo para comérselos. Los registros de la KGB indicaban que habían fallecido al menos 500 000 personas en Tartaristán, pero las estimaciones más recientes indican que en realidad fallecieron 2 000 000 de civiles. El historiador James Long afirma que cerca del 13 % de la población de la RSSA de Tartaristán huyeron hacia otras partes del país, mientras que un 10 % de la población pereció. Esta hambruna es también conocida como la ''hambruna del terror'' y el ''genocidio del hambre'' en Tartaristán.

## Combate a la hambruna
En el verano de 1922, el comité especial Tatpomgol fue establecido para combatir la hambruna. Para agosto de 1922, Tatpomgol importó ocho millones de pood (libras rusas) en alimentos, incluyendo dos millones de libras en semillas, con un préstamo. De las regiones afectadas, cientos de miles de personas, especialmente niños, fueron evacuados hacia Asia Central, RSS de Bielorrusia y Siberia. Se establecieron puntos de alimentación urgente en toda la república. El gobierno soviético invitó organizaciones internacionales, como Ayuda Internacional de los Trabajadores para apoyar la causa. El gobierno de los Estados Unidos proporcionó ayuda a los tártaros hambrientos entre 1920 y 1923, por medio de la Administración de Ayuda de los Estados Unidos.

## Consecuencias
Aunque la fase más dura de la hambruna finalizó en 1922, la escasez, el hambre y las enfermedades continuaron en la región del Volga a mediados 1923 y hasta 1924, y el gobierno soviético estableció a los rusos étnicos a la RSSA de Tartaristán y en el estado de Idel-Ural. Hasta ese momento, se estima que la población tártara se vio finalmente reducida a un 50 %.
En 2008, el Centro Social Tártaro de Toda Rusia (VTOTs) solicitó a las Naciones Unidas condenar la hambruna de 1921-1922 en Tartaristán, como genocidio hacia los tártaros musulmanes.